# Gary Haslam
Gary Haslam (Langley Mill, 29 giugno 1969) è un pilota motociclistico britannico.

## Carriera
Ha partecipato al campionato nazionale britannico della classe 250 nel 1999 piazzandosi al 7º posto, al 4º nel 2000 e al 5º nel 2001.
Per quanto riguarda le competizioni del motomondiale, ha corso un solo Gran Premio, sempre nella stessa classe e con una Honda, grazie ad una wild card ottenuta in occasione del Gran Premio motociclistico di Gran Bretagna 2000. Arrivando 13º al traguardo, grazie ai tre punti conquistati, si piazza al 34º posto nella classifica di fine stagione.

## Risultati nel motomondiale
| 2000 | Classe | Moto  |  |  |  |  |  |  |  |  |    |  |  |  |  |  |  |  | Punti | Pos. |
| ---- | ------ | ----- |  |  |  |  |  |  |  |  | -- |  |  |  |  |  |  |  | ----- | ---- |
| 2000 | 250    | Honda |  |  |  |  |  |  |  |  | 13 |  |  |  |  |  |  |  | 3     | 34º  |

| Legenda | 1º posto        | 2º posto            | 3º posto            | A punti      | Senza punti        | Grassetto – Pole position Corsivo – Giro più veloce |
| Legenda | Gara non valida | Non qual./Non part. | Ritirato/Non class. | Squalificato | '-' Dato non disp. | Grassetto – Pole position Corsivo – Giro più veloce |